# كاتري فالا
كاتري فالا (Katri Vala؛ موونيو، 11 سبتمبر 1901 - إكسيو السويد، 28 مايو 1944) معلمة وشاعرة وناقدة مترجمة فنلندية، وشخصية مركزية في مجموعة حاملو الشعلة الأدبية مع أولافي بآفولاينن، إلينا فآرا، لاوري فيليانن، إلماري بيميا، فيليو كايافا، وأوريو يولها. تـُقارن كمـُحدثة للشعر الفنلندي بشكل عام مع الشاعرة إديت سودرغران الفنلندية الناطقة بالسويدية. كتبت فالا قصائد ذات وجهات نظر اجتماعية راديكالية وهاجمت الحرب الفاشية. أصبح شقيقها إركي فالا كاتباً وصحافياً حرر لبعض الوقت في مجلة حاملو الشعلة.

## روابط خارجية
- كاتري فالا على موقع ميوزك برينز (الإنجليزية)
- كاتري فالا على موقع أول ميوزيك (الإنجليزية)
- كاتري فالا على موقع ديسكوغز (الإنجليزية)